# Nowosiółki (sielsowiet Maluszyce)
Nowosiółki (biał. Навасёлкі, Nawasiołki; ros. Новосёлки, Nowosiołki) – wieś na Białorusi, w obwodzie grodzieńskim, w rejonie korelickim, w sielsowiecie Maluszyce.

## Historia
W dwudziestoleciu międzywojennym leżały w Polsce, w województwie nowogródzkim, w powiecie nowogródzkim, w gminie Korelicze. W 1921 miejscowość liczyła 60 mieszkańców, zamieszkałych w 12 budynkach, wyłącznie Polaków wyznania prawosławnego.
Po II wojnie światowej w granicach Związku Sowieckiego. Od 1991 w niepodległej Białorusi.